# Таурга
Таурга (араб. تاورقة‎, фр. Taourga или Taourgha) — коммуна на севере Алжира, на территории вилайета Бумердес, округа Баглия.

## Географическое положение
Коммуна находится в северной части вилайета, на высоте 456 метров над уровнем моря на площади 27 км2.
Коммуна расположена на расстоянии приблизительно 96 километров к востоку от столицы страны Алжира и в 62 километрах к востоку от административного центра вилайета Бумердеса.

## Демография
По состоянию на 2008 год население составляло 8 341 человек.
Динамика численности населения коммуны по годам:
| 1977  | 1987  | 1998  | 2008  |
| ----- | ----- | ----- | ----- |
| 4 857 | 6 495 | 7 303 | 8 341 |